# ستيف فلاك
ستيف فلاك (بالإنجليزية: Steve Flack)‏ (29 مايو 1971 في المملكة المتحدة - ) هو لاعب كرة قدم بريطاني في مركز الهجوم. لعب مع كارديف سيتي ونادي إكزتر سيتي وDorchester Town F.C. ‏ وTiverton Town F.C. ‏.

## وصلات خارجية
- ستيف فلاك على موقع قاعدة بيانات كرة القدم.إي يو (الإنجليزية)
- ستيف فلاك على موقع Soccerbase.com (لاعب) (الإنجليزية)